# Carlos Zapata
Carlos Raúl Zapata (Provincia de Salta, Salta, 30 de enero de 1957 ) es un contador público y político argentino que actualmente se desempeña como diputado nacional por la Provincia de Salta. Anteriormente fue diputado provincial de dicha provincia por el departamento de la capital en la Cámara de Diputados de la Provincia de Salta.

## Biografía
Carlos Zapata es hijo de periodistas y está casado con Carmen Luisa Usandivaras. Estudió para ser Contador Público Nacional en la Universidad Nacional de Salta.
Su primer puesto electivo lo tuvo en el año 2011 cuando fue el segundo candidato a concejal de la capital en la lista de Salta Somos Todos, el partido referenciado en Alfredo Olmedo. La lista encabezada por Ángela Di Bez quedó quinta logrando un puesto como concejal por el periodo 2011-2013.
En el año 2013 Zapata buscaría ser diputado provincial en representación del departamento de la capital y compitió en la interna de Salta Somos Todos con Federico Guillermo Curutchet al cual le ganaría con un total de 14.315 votos contra los 10.844 del oponente. En las elecciones generales de ese año sería el cuarto candidato más votado en la categoría logrando 19.952 votos, suficientes para obtener una banca para el espacio por lo tanto Zapata daría el salto a la Cámara de Diputados de la Provincia de Salta. Ese año en las generales salieron cuartos y no obtendrían ninguna banca.
En las elecciones nacionales del año 2015 Carlos Zapata fue el candidato a Parlamentario del Mercosur en representación de Salta en la lista de UNA luego de vencer a Jorge Guaymás en las PASO. Llevó como candidato a presidente a Sergio Massa y a diputado nacional a Alfredo Olmedo. Fue el segundo candidato más votado con un total de 176.906 votos pero que no fueron suficientes para superar los 270.455 de Hernán Cornejo.
En el año 2017 no buscaría la reelección sino que intentaría ser diputado nacional con su partido Salta Somos Todos. Sería acompañado por Andrea Lazarte, ginalmente no obtendrían ningún escaño legislativo. Zapata obtendría en las generales 66.978 votos y saldrían cuartos pero no sería suficiente para obtener representación legislativa. Los tres candidatos más votados (Grande, Zottos y Leavy) se quedarían con las bancas.
En el año 2019 Zapata fue candidato a diputado provincial en segundo término dentro de las filas del frente Olmedo Gobernador que justamente impulsaba al binomio Alfredo Olmedo - Miguel Nanni a la gobernación. La cabeza de lista fue Cristina Fiore y en las elecciones generales se ubicaron como la tercera opción más votada con un total de 36.632 votos que significaron la obtención de dos bancas legislativas. Por lo tanto Zapata regresó a la Cámara de Diputados de la Provincia de Salta para el periodo 2019-2023.
Como presidente del partido Ahora Patria (anteriormente Salta Somos Todos) ayudó a conformar el frente Juntos por el Cambio + en la provincia junto a los presidentes de la Unión Cívica Radical y el PRO.
Zapata fue precandidato a diputado nacional en las elecciones PASO de septiembre de 2021 dentro del frente Juntos por el Cambio +. Fue acompañado por la concejal capitalina María Emilia Orozco y el dirigente de San José de Metán Alejandro Sentana. Compitió contra tres rivales, Inés Liendo del PRO, Héctor Chibán de la UCR y Nicolás Avellaneda de un sector díscolo del PRO.
Zapata confirmó su candidatura a diputado nacional ganando la interna dentro de Juntos por el Cambio+ logrando 61.814 votos por encima de los 50.882 votos de Inés Liendo su principal perseguidora y los 30.886 y 26.574 votos de Chibán y Avellaneda respectivamente.
En las Elecciones legislativas de Argentina de 2021 Zapata junto a Liendo lograron 186.947 votos pero no fueron suficientes voluntades para obtener dos bancas legislativas ya que el Frente de Todos se quedó con ellas al lograr 200.730 votos. De todas maneras el presidente de Ahora Patria resultó electo diputado nacional para el periodo 2021-2025. Zapata para asumir tuvo que dejar la banca de diputado provincial que recayó en manos de Julieta Perdigón Weber, también de Ahora Patria.
Una vez asumido como diputado nacional conformó el monobloque Ahora Patria e integró el interbloque de Juntos por el Cambio. En sus alocuciones se mostró en contra de la improvisación del kirchnerismo nacional y fustigó constantemente al gobierno provincial de Gustavo Sáenz por considerarlo inútil. En más de una ocasión se mostró allegado al también diputado nacional, Javier Milei presentando proyectos en conjunto. 
En enero de 2023 Zapata rompe con el armado provincial de Juntos por el Cambio y conforma con el dirigente kirchnerista Emiliano Estrada y el independiente Felipe Biella un nuevo frente electoral de cara a las elecciones de dicho año llamado “Avancemos”. Dicho armado planteaba que ya, por su sola conformación, deja atrás la grieta, es decir la grieta entendida como la férrea voluntad de dividir la sociedad en bando irreconciliables, y que se centraban en las coincidencias y no en las diferencias. La naturaleza transversal del armado les permitió sortear la atomización de la oposición y aglutinar dirigentes de ideologías variadas como Martín Grande, proveniente del PRO (tras su desencanto con Inés Liendo y Martín Pugliese), Cristina Fiore, expresidente del Partido Renovador de Salta, «Kitty» Blanco del “Partido de la Cultura, la Educación y el Trabajo” referenciado en Jorge Guaymás y el director del PAMI en Salta, Ignacio González. La novedosa construcción de frente electoral “Avancemos”, basada en un planteo transversal opositor al gobierno de Gustavo Sáenz, es un fenómeno local, que responde a una lógica provincial que no debe ser observado por los analistas no salteños con los patrones derivados de lógicas políticas nacionales.11.